# Misha Green
Misha Green (* 22. September 1984 in Sacramento, Kalifornien) ist eine US-amerikanische Drehbuchautorin und Fernsehproduzentin, die u. a. als Autorin und ausführende Produzentin der Serie Underground fungiert, die sie auch kreierte. Zusammen mit Shonda Rhimes, Mara Brock Akil und Courtney Kemp Agboh gehört sie damit zu den wenigen afro-amerikanischen Showrunnern im US-Fernsehen.

## Leben und Karriere
Misha Green wuchs in der kalifornischen Hauptstadt Sacramento auf und schrieb ihr erstes Drehbuch 2002 als Teil ihrer Highschool-Abschlussarbeit. Nach der Schule studierte sie Film und Fernsehen an der Tisch School of the Arts, wo sie 2006 mit Auszeichnung den akademischen Grad Bachelor of the Fine Arts erlangte. Ihre NYU Tisch Professorin und Mentorin, Susan Sandler, sah bereits zu Studienzeiten großes Potenzial in ihr und war entsetzt, als sie sie nach dem Studium zufällig in einem Restaurant jobbend wiedertraf. Obwohl Dry, Greens viertes Skript, zu diesem Zeitpunkt in der Endrunde der Sundance Labs stand, hatte sie noch keinen Manager. Sandler schickte Dry deshalb an ihre eigenen Manager und empfahl ihnen Green. Um ihre Karriere anzukurbeln, zog sie 2008 auch nach Los Angeles. Greens sechstes Drehbuch, der Thriller Sunflower, ebnete ihr schließlich den Weg in die Filmindustrie, nachdem ihre Manager es an einige ausgewählte Produzenten geschickt hatten. Es war das erste Skript, dass sie verkaufen konnte und sorgte noch vor Verkaufsabschluss dafür, dass sie sich einen Agenten aussuchen konnte. 2008 schaffte „Sunflower“ es auf die sogenannte Black List, eine Sammlung beliebter, aber noch unproduzierter Drehbücher. Green arbeitete während der zweimonatigen Verkaufsphase zunächst weiter als Kellnerin in einem Thai-Restaurant in L.A.
2009 gelang ihr dann der Durchbruch als Drehbuchautorin im Fernsehen. Die Produzenten der Serie Heroes kontaktierten sie, nachdem sie Sunflower gelesen hatten und stellten sie als feste Autorin ein. In den folgenden Jahren gehörte sie zum Autorenstab verschiedener Hit-Serien wie Sons of Anarchy, Spartacus und Spartacus: Gods of the Arena. Ihr erstes Engagement als Produzentin absolvierte sie 2014 für die Serie Helix.
2016 entwickelte sie Idee und Konzept für eine eigene Fernsehserie mit dem Namen Underground. Die vom Sender WGN umgesetzte Serie entpuppte sich sofort als großer Erfolg und wurde in der Presse vielfach gelobt. Sie handelt von einer Gruppe entlaufener Sklaven im Georgia des Jahres 1857 und thematisiert die sogenannte Underground-Railroad, ein geheimes und illegales Flucht-Netzwerk, das von Sklavereigegnern betrieben wurde. Misha Green fungierte zusammen mit Joe Polaski, den sie bei Heroes kennengelernt hatte, als Showrunnerin, Autorin und ausführende Produzentin der Serie, die bereits einen Monat nach Erstausstrahlung für eine zweite Staffel verlängert wurde. Für WGN war es die bis dato meistgesehene Eigenproduktion. Die Serie endete 2017 mit der zweiten Staffel.
Seit 2020 wird die von Green entwickelte Serie Lovecraft Country ausgestrahlt. Im Januar 2021 wurde berichtet, Green werde die Fortsetzung zu Tomb Raider, basierend auf ihrem eigenen Drehbuch, inszenieren.
Green erhielt für Underground, das auch von Kritikern gefeiert wurde, den Best Screenplay Award des Fusion Film Festivals, einer Studentenorganisation ihrer Alma Mater NYU Tisch School.

## Filmografie
als Drehbuchautorin
- 2009: Sons of Anarchy (Fernsehserie, 1 Episode)
- 2009–2010: Heroes (Fernsehserie, 2 Episoden)
- 2010: In Between Days (Kurzfilm)
- 2011: Spartacus: Gods of the Arena (Miniserie, Episode 1x04)
- 2012: Spartacus (Fernsehserie, Episode 2x06)
- 2014: Helix (Fernsehserie, 3 Episoden)
- 2016–2017: Underground (Fernsehserie, 20 Episoden)
- 2020: Lovecraft Country (Fernsehserie)
- 2023: The Mother